# Leicester Hemingway
Pour les articles homonymes, voir Hemingway (homonymie).
Leicester Clarence Hemingway (né le 1er avril 1915 à Oak Park dans l'Illinois, mort le 13 septembre 1982 à Miami Beach) est un écrivain américain. Il est le frère cadet d'Ernest Hemingway.
Il est l'auteur de six livres, dont cinq romans. Le premier, The Sound of the Trumpet, paru en 1953, relate ses expériences en France et en Allemagne durant la Seconde Guerre mondiale.
En 1961, il publie Hemingway, mon frère, une biographie d'Ernest. Leicester est reconnu comme écrivain, l'œuvre est bien reçue et se vend beaucoup.
Avec le capital issu de ce livre, il crée la micronation de New Atlantis, un radeau qui doit devenir un centre de recherches marines, projet éphémère.
Leicester Hemingway se suicide par un tir d'arme à feu à la tête, en 1982, après des années de souffrance à cause d'un diabète de type 2 qui a nécessité de nombreuses opérations.
D'un premier mariage, il eut deux fils ; d'un second, il eut deux filles.

## Œuvre
Édition en français
- Hemingway, mon frère, trad. de My brother, Ernest Hemingway par Jean-Marc Pelorson, Éd. Robert Laffont, 1962[3].

## Source, notes et références
1. ↑  Michael Largo - Genius and Heroin
2. ↑  Herbert Mitang, « Leicester Hemingway, Writer and Ernest's Brother, is Suicide », The New York Times, 15 septembre 1982 (consulté le 4 octobre 2013)
3. ↑  « BnF Catalogue général », sur bnf.fr (consulté le 30 août 2020).

- (en) Cet article est partiellement ou en totalité issu de l’article de Wikipédia en anglais intitulé « Leicester Hemingway » (voir la liste des auteurs).